# Acmaeodera robusta
Acmaeodera robusta är en skalbaggsart som beskrevs av Horn 1878. Acmaeodera robusta ingår i släktet Acmaeodera och familjen praktbaggar. Inga underarter finns listade i Catalogue of Life.